# Melty
Melty ou Melty Group (stylisé meltY. ou meltY group) est un média numérique d’infodivertissement et une entreprise française qui édite ce média, fondée en 2008 par Alexandre Malsch, Jonathan Surpin et Jérémy Nicolas.  
L'entreprise cible essentiellement un public âgé entre 15 et 34 ans, et se finance principalement avec différentes méthodes dérivées du publirédactionnel, dont notamment le marketing de contenu ou bien le native advertising.
Melty fait partie des médias francophones diffusant des contenus d'infodivertissement tels que Konbini, Vice, Vertical Station, Demotivateur, Topito. Elle couvre l’actualité du divertissement, les comics, les célébrités, la high-tech, à laquelle s’ajoute une thématique féminine sous la marque Shoko. Les contenus sont diffusés sur plusieurs plateformes numériques.

## Historique

### Débuts
Alexandre Malsch lance le 22 avril 2004 le site actuados.fr sur l'actualité autour de sujets qui intéressent les adolescents tels que le cinéma, la musique ou encore les potins people. L'année suivante en 2005, alors étudiant à l'European Institute of Technology (Epitech), il rencontre Jérémy Nicolas et Jonathan Surpin ainsi que Bruno et Nicolas Maugery (deux designers lyonnais) ; ensemble, ils créent la société Eeple qu'ils domicilient dans les locaux de l'école.
Ils lancent le 11 janvier 2008 le site melty.fr spécialisé sur les contenus à destinations des 12-17 ans. Cette même année, Microsoft sélectionne Eeple pour faire partie de son programme Bizspark. La société est ensuite intégrée dans le programme IDEES de la firme américaine,.
L'année suivante, en 2009, la société Eeple remporte le prix d'argent de l'innovation dans le cadre du Start-Up Challenge organisé par DDB France. Eeple trouve, en mars 2009, un premier investisseur avec Bouygues Telecom Initiatives qui annonce une prise de participation de 25 % au capital de la start-up.
Le 29 mai 2009, la version Grizzly de melty est lancée et apporte divers changements au site melty.fr. Un an plus tard, le 3 mars 2010, une nouvelle version de melty.fr est lancée, intitulée cette fois Shiny.  
En 2011, afin de gérer en interne ses régies publicitaires, Alexandre Malsch lance la régie publicitaire de meltyNetwork.
En 2012, meltyNetwork met en ligne quatre nouveaux sites français ainsi que les deux premiers sites étrangers, en Italie et en Espagne.
Durant l'été, Melty signe un partenariat avec le journal Metro. Puis en septembre, l’entreprise lève 3,6 millions d’euros auprès de Serena Capital, Marc Simoncini, Fred Raillard et Farid Mokart et Nicolas Plisson afin de lancer ses sites à l'international,.
Le 12 juin 2013, meltyNetwork annonce devenir Meltygroup. Cette année-là, la chaîne de télévision D8 signe également un partenariat avec l’entité meltyProd de Meltygroup pour produire, en collaboration avec Banijay Productions, un programme court appelé Inside Popstars, qui permet aux internautes de suivre les coulisses de l’émission de téléréalité sur ordinateur.
Matthieu Pigasse, coactionnaire du groupe Le Monde, annonce être entré à titre personnel dans le capital du groupe au côté de Manuel Diaz, le président de l'agence marketing Emakina en France, le 6 décembre 2013,.
À partir de 2014, Melty s'étend avec le lancement de sites à l'étranger, dans des pays tels que l'Allemagne, l'Espagne, l'Italie, le Mexique, la Pologne, la Roumanie, le Maroc, la Tchéquie, la Turquie, le Brésil, le Canada anglophone et le Québec.
Le 10 novembre 2015, Melty annonce une levée de fonds de 10,5 millions d'euros auprès de Marc Simoncini, du groupe AccorHotels, de Serena Capital et Bouygues Telecom Initiatives),.

### 2016 à aujourd'hui: Réorganisation et développement

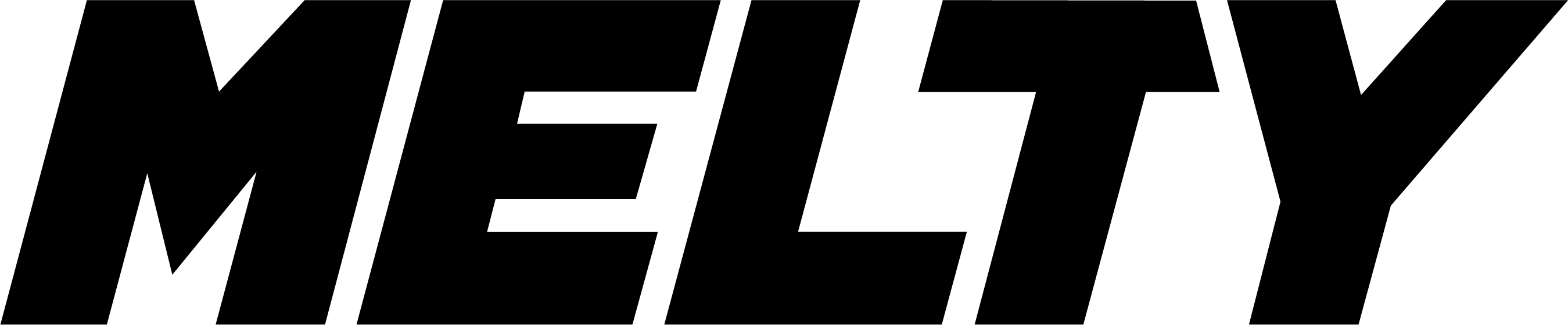
Logo de melty de 2019 à 2020

Au cours de l'année 2016, le groupe recentre ses activités en France. 
Parallèlement, melty lance La Crème du Gaming, marque consacrée à l’actualité des jeux-vidéo puis une chaîne Discover consacrée à cette thématique. meltyFashion, site destiné à l’audience féminine, renommé Shoko en 2017.
Le groupe accélère sa présence sur les réseaux sociaux.
En 2018, Bruno Massiet du Biest (fondateur de 118218) devient Président de melty et réalise une nouvelle levée de fonds de 3 millions d’euros.
En septembre 2019, FF Paris et melty lancent une offre commune intégrée (stratégie, création, production, activation) pour les 15-34 ans, allant du projet plug and play, en passant par l’activation à des communautés de la marque, jusqu’à la création d’un média dédié en marque blanche.
La Coupe du monde des séries organisé par Melty en octobre 2019, proposant aux internautes de voter pour leur série préférée, est remporté par Stranger Things et enregistre 5,5 millions de vote.

## Fonctionnement
Melty produit ses contenus en recourant à un algorithme propriétaire nommé Shape qui analyse les intérêts des lecteurs potentiels (à partir des thèmes de conversation sur les réseaux sociaux, des recherches Google, des tendances sur Twitter, etc.) afin de produire des articles à leurs sujets. Si aucune information nouvelle ne concerne les thèmes sélectionnés, les articles sont publiés sur la base de spéculations. Pour maintenir son niveau d'audiences, Melty utilise des mots-clés constamment répétés pour optimiser son référencement sur Google.
Lorsque les contenus sont publiés, Melty scrute leur réception par les lecteurs et alimente une base de données lui permettant de connaître la cible des 15–25 ans. La régie de Melty peut ensuite réaliser pour les marques des contenus publicitaires s'adressant aux jeunes. Alexandre Malsch résume : « Nous voulons travailler avec les marques pour qu'elles deviennent plus cool ».

### Financement
La principale source de financement de l’entreprise est la publicité, avec différentes méthodes dérivées du publirédactionnel, dont notamment le marketing de contenu ou bien le native advertising,.

## Critiques
En 2014,  melty, qui compte alors près de 30 % de stagiaires dans ses effectifs, est accusé de faire « son beurre sur le dos des stagiaires »  par l'association Génération Précaire. Selon celle-ci : « on demande à des stagiaires de répondre à des objectifs dignes d’un vrai salarié. C’est légal mais c’est abuser, ils profitent des dérives de ce système ».
En août 2017, Le Monde diplomatique publie une enquête sur les dessous de plusieurs sites web dits « pièges à clics » (« clickbaits » en anglais) dont melty.
Sur le plan déontologique, il y est dénoncé cette « course au clic » qui amène à produire des articles même quand il n'y a pas d'actualité tout autant que la dépendance aux outils d'audience pour déterminer la ligne éditoriale et les sujets traités.
Pour Le Monde diplomatique « le choix d’abreuver les 12-25 ans d’articles sur Justin Bieber, Game of Thrones ou Beyoncé n’a rien de neutre : il s’agit de créer un environnement rédactionnel positif pour porter le message des annonceurs ». Ces derniers paient non pas pour afficher un bandeau à côté des articles, mais pour figurer au cœur du texte lui-même. Or, la loi française précise que : « Il est interdit à toute entreprise éditrice ou à l'un de ses collaborateurs de recevoir ou de se faire promettre une somme d'argent, ou tout autre avantage, aux fins de travestir en information de la publicité financière. Tout article de publicité à présentation rédactionnelle doit être précédé de la mention "publicité" ou "communiqué" ».
Sur le plan social, des microentrepreneurs rédigent une partie des articles. Ils sont payés selon le nombre de clics générés par l’article, entre 4 euros au minimum, et au maximum 30 euros, si l'article est vu au moins dix mille fois en 24 heures, une situation que Le Monde diplomatique compare à celle des cueilleurs de fruits payés au kilo. Pour pouvoir écrire dès la parution des épisodes des séries américaines, les free-lances commencent parfois leur journée dès 5 heures du matin. Concernant les rédacteurs permanents, ils ont la possibilité d’écrire des articles en dehors de leurs heures de travail, rémunérés par une prime de 10 euros non soumise aux cotisations sociales. Pour Alexandre Malsch, la précarité des conditions de travail se justifie par la nécessité de rester compétitif : « Je trouve ça tellement dommage que les salariés n’arrivent pas à se dire parfois que leurs acquis sociaux ne sont plus compétitifs par rapport au marché ».

## Productions
Depuis le 15 septembre 2016, Melty, avec sept autres éditeurs de presse français (Paris Match, Le Monde, L'Équipe, Vice, Cosmopolitan, Konbini et Tastemade), diffuse des contenus quotidiennement sur Discover, l’espace réservé aux médias de l’application Snapchat.
L’entreprise diversifie son activité en créant SnapTrip, la première RTSS réalisée en Europe en mars 2015, diffusée principalement sur Snapchat,.

## Organisation
L'entreprise, dont le siège est situé au 8, rue Danjou, 92100 Boulogne-Billancourt (France), fait partie du groupe Reworld Media depuis novembre 2021. 
En 2021, Melty est racheté à 100% par le groupe Reworld Media. Avant cette acquisition, l’actionnariat de Melty était composé des fonds d’investissement Jaïna Capital, Serena Capital, les investisseurs privés comme Pierre Kosciusko-Morizet, Pierre Krings, Sébastien Romelot, Bruno Kemoun et Eryck Rebbouh et le fonds Les Entrepreneurs réunis dont Bruno Massiet du Biest (le directeur général de Melty) est associé,.

## Annexe